# Abcde (prénom)
Abcde (prononcé /ˈæbsədiː/) est un prénom féminin aux États-Unis.
Pas moins de 328 enfants, toutes des filles, ont été nommées Abcde aux États-Unis entre 1990 et 2014.
En 2017, 373 femmes portaient le prénom Abcde.

## Législation sur le choix du prénom aux États-Unis
Aux États-Unis, le droit de nommer son enfant ou de se nommer soi-même à sa guise a été confirmé par des décisions de justice et est ancré dans la clause de droit à un procès équitable du quatorzième amendement de la Constitution et la clause de liberté d'expression du premier amendement, mais quelques restrictions existent.
Les restrictions varient d'un État à l'autre, mais la plupart sont d'ordre pratique.
Par exemple, plusieurs États limitent le nombre de caractères qui peuvent être utilisés en raison des limitations des logiciels utilisés pour la tenue des registres officiels.
Pour des raisons similaires, certains États interdisent l'utilisation de chiffres ou de pictogrammes.
Quelques États interdisent l'utilisation d'obscénités.
Certains États, comme le Kentucky, n'ont aucune loi sur les noms,.

## Cas notable
En novembre 2018, une fillette de cinq ans nommée Abcde aurait été moquée par un agent d'escale de la compagnie Southwest Airlines à l'aéroport John-Wayne de Santa Ana, en Californie. La couverture médiatique qui a découlé de cette affaire a contraint la compagnie aérienne à présenter des excuses publiques et à sanctionner l'employé.